# Phaselis
Phaselis (stgr. Φασηλίς) lub Faselis (tur. Faselis) – greckie i rzymskie miasto położone na wybrzeżu starożytnej Licji.

## Geografia
Ruiny miasta Phaselis znajdują się 16 kilometrów na północ od współczesnego miasta Tekirova w dystrykcie Kemer w prowincji Antalya na półwyspie Teke. Phaselis leży między górami Bey i lasami Parku Narodowego Olympos i na 57 kilometrze autostrady Antalya–Kumluca. Do Phaselis i innych starożytnych miast wokół wybrzeża można również dotrzeć od strony morza podczas codziennych rejsów jachtem.

## Historia
Phaselis zostało założone w 690 roku przed naszą erą. Miasto było kolonią dorycką nad Zatoką Pamfilijską. Położone na przesmyku oddzielającym dwa porty, zawdzięczało to szczęśliwemu położeniu fakt, że stało się ważnym ośrodkiem handlu między Grecją, Azją, Egiptem i Fenicją, chociaż nie należało do konfederacji miast licyjskich. Piraci z Cylicji byli z nim sprzymierzeni, najpierw poprzez stosunki handlowe, a następnie przez traktat.

## Religia
Phaselis stało się chrześcijańskim biskupstwem, sufraganem metropolii Mira, stolicy rzymskiej prowincji Licji. Phaselis nie jest już siedzibą biskupstwa rezydencyjnego, lecz obecnie jest uznawane przez Kościół katolicki za biskupstwo tytularne.

## Znani mieszkańcy
- Kritolaos, hellenistyczny filozof